# Élection sénatoriale partielle de 2017 en Savoie
Une élection sénatoriale partielle en Savoie a lieu le dimanche 24 septembre 2017. Elle a pour but d'élire l'un des deux sénateurs représentant le département au Sénat à la suite de la démission de Michel Bouvard (LR).

## Contexte départemental
Lors des élections sénatoriales de 2014 en Savoie, deux sénateurs UMP ont été élus : Michel Bouvard et Jean-Pierre Vial.
Michel Bouvard choisit de démissionner le 1er juin 2017.
À la suite de cette démission, une élection sénatoriale partielle a lieu dans le département.

## Sénateur démissionnaire
| Sénateur | Sénateur       | Parti | Fonctions lors de l'élection en 2014 |
| -------- | -------------- | ----- | ------------------------------------ |
|          | Michel Bouvard | LR    | Conseiller général                   |

## Présentation des candidats et des suppléants
|   | Candidats | Candidats             | Parti | Principale fonction                             |
| - | --------- | --------------------- | ----- | ----------------------------------------------- |
| T |           | Sylviane Floret       | PCF   |                                                 |
| S |           |                       | PCF   |                                                 |
| T |           | Pierre Loubet         | PS    |                                                 |
| S |           |                       | PS    |                                                 |
| T |           | Christian Saint-André | DVG   |                                                 |
| S |           |                       | DVG   |                                                 |
| T |           | Corinne Casanova      | LREM  |                                                 |
| S |           |                       | LREM  |                                                 |
| T |           | Cédric Vial           | DVD   | Maire des Échelles                              |
| S |           |                       | DVD   |                                                 |
| T |           | Michel Dyen           | DVD   | Maire de Saint-Alban-Leysse                     |
| S |           |                       | DVD   |                                                 |
| T |           | Romain Ribas          | DVD   |                                                 |
| S |           |                       | DVD   |                                                 |
| T |           | René Chevallier       | DVD   |                                                 |
| S |           |                       | DVD   |                                                 |
| T |           | Martine Berthet       | LR    | Conseillère départementale, maire d'Albertville |
| S |           |                       | LR    |                                                 |
| T |           | Lionel Combet         | FN    | Adjoint au maire de Saint-Martin-sur-la-Chambre |
| S |           |                       | FN    |                                                 |

## Résultats
| Candidats                | Candidats                | Parti                    | Nuance                   | Premier tour | Premier tour | Second tour | Second tour |
| Candidats                | Candidats                | Parti                    | Nuance                   | Voix         | %            | Voix        | %           |
| ------------------------ | ------------------------ | ------------------------ | ------------------------ | ------------ | ------------ | ----------- | ----------- |
|                          | Martine Berthet          | LR                       | LR                       | 346          | 30,70        | 424         | 38,58       |
|                          | Cédric Vial              | SE                       | DVD                      | 175          | 15,53        | 332         | 30,21       |
|                          | Pierre Loubet            | PS                       | SOC                      | 159          | 14,11        | 193         | 17,56       |
|                          | Michel Dyen              | SE                       | DVD                      | 127          | 11,27        | Retrait     | Retrait     |
|                          | Corinne Casanova         | LREM                     | REM                      | 119          | 10,56        | 123         | 11,19       |
|                          | Sylviane Floret          | PCF                      | COM                      | 72           | 6,39         | Retrait     | Retrait     |
|                          | René Chevallier          | SE                       | DVD                      | 48           | 4,26         | Retrait     | Retrait     |
|                          | Christian Saint-André    | SE                       | DVG                      | 43           | 3,82         | Retrait     | Retrait     |
|                          | Lionel Combet            | FN                       | FN                       | 32           | 2,84         | 27          | 2,46        |
|                          | Romain Ribas             | SE                       | DVD                      | 6            | 0,53         | Retrait     | Retrait     |
|                          |                          |                          |                          |              |              |             |             |
| Suffrages exprimés       | Suffrages exprimés       | Suffrages exprimés       | Suffrages exprimés       | 1 127        | 98,00        | 1 099       | 95,48       |
| Votes blancs             | Votes blancs             | Votes blancs             | Votes blancs             | 17           | 1,48         | 36          | 3,13        |
| Votes nuls               | Votes nuls               | Votes nuls               | Votes nuls               | 6            | 0,52         | 16          | 1,39        |
| Total                    | Total                    | Total                    | Total                    | 1 150        | 100          | 1 151       | 100         |
| Abstention               | Abstention               | Abstention               | Abstention               | 28           | 2,38         | 27          | 2,29        |
| Inscrits / participation | Inscrits / participation | Inscrits / participation | Inscrits / participation | 1 178        | 97,62        | 1 178       | 97,71       |